# North Kingstown
North Kingstown är en kommun (town) i Washington County i delstaten Rhode Island, USA med cirka 26 326 invånare (2000). Den har enligt United States Census Bureau en area på 151,1 km².
1. ↑  United States Census Bureau (red.), USA:s folkräkning 2020, läs online, läst: 1 januari 2022.[källa från Wikidata]